# Jean Duprat (homme politique, 1760-1793)
Pour les articles homonymes, voir Jean Duprat.
Jean Duprat, né le 22 décembre 1760 à Avignon et mort le 31 octobre 1793 à Paris, était un négociant en soies, aux idées libérales, qui se lança dans l'action révolutionnaire pendant la Révolution.

## Biographie

### Maire d'Avignon

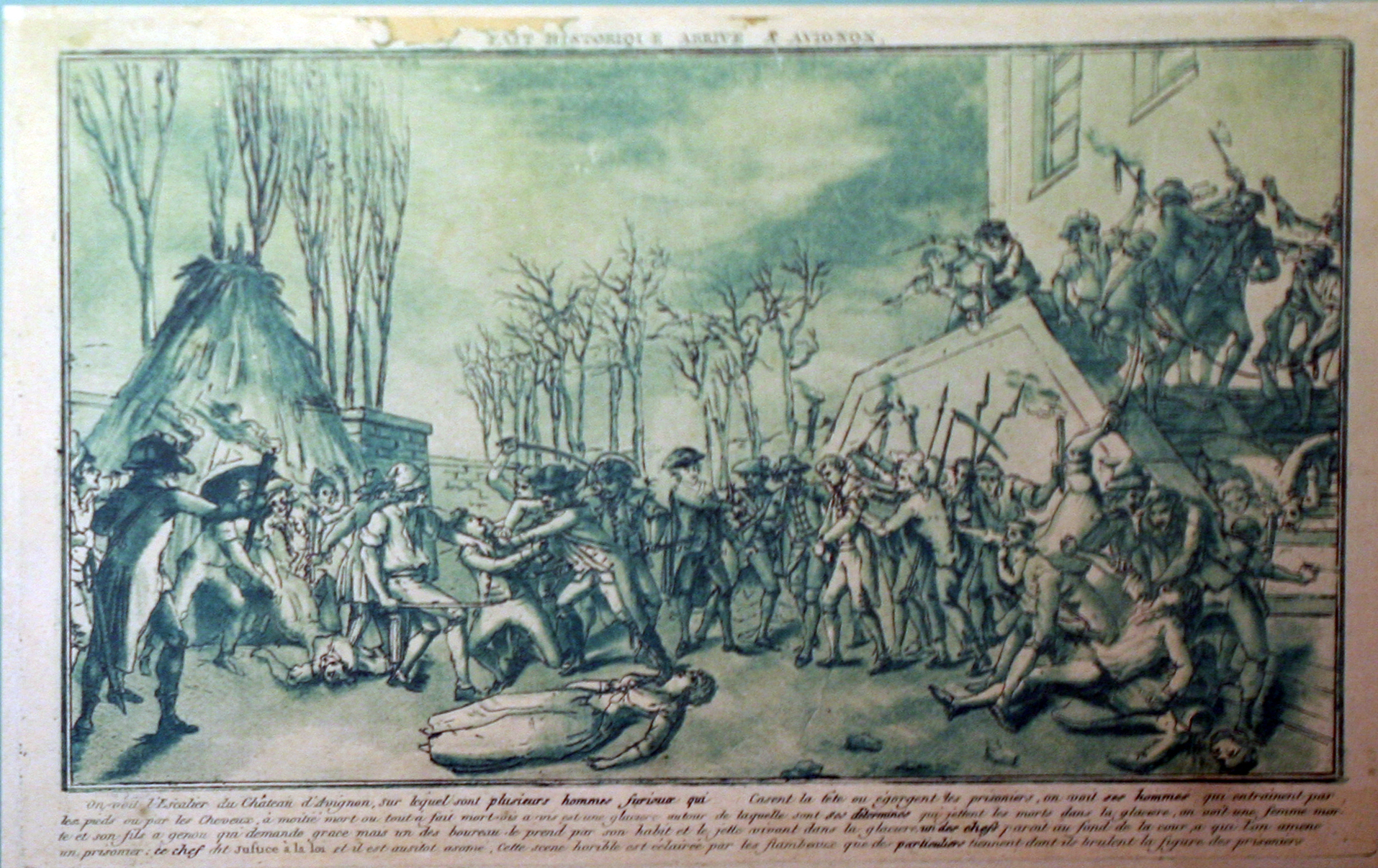
Massacre de la Glacière, hors du Palais (1792)

Député d'Avignon à l'Assemblée législative, où il n'eut pas vraiment le temps de siéger, soupçonné d’avoir participé aux massacres de la Glacière en octobre 1791. Son frère, Jean Étienne Benoît Duprat, qui dirigeait la Garde nationale, y joua un très important rôle au côté de Mathieu Jouve Jourdan (dit Jourdan Coupe-Tête).
Il fut élu maire d'Avignon le 12 juin 1792, juste avant sa réunion à la France.

### Conventionnel
Dans la foulée, il est élu député des Bouches-du-Rhône à la Convention le 4 septembre 1792, premier sur 11, à l'unanimité des 742 votants.
Lors de la première séance, le 21 septembre, il vota l’abolition de la royauté et la proclamation de la République.
Il vota au procès du roi Louis XVI : pour l’appel au peuple, pour la mort et contre le sursis.
Le 13 avril 1793, il vota la mise en accusation de Marat.
Le 29 avril 1793, il dénonce son frère comme « mauvais père, mauvais ami, mauvais frère », ainsi que deux de ses collègues.

### Député girondin
Jean Duprat fut l'un des députés girondins de la Convention exécutés le 10 brumaire an II (31 octobre 1793). N'ayant pas été compris dans la première série des Girondins arrêtés, il les défendit courageusement et fut rajouté au nombre des victimes de la purge. Il fut décrété d’arrestation le 30 juillet, mis en accusation le 3 octobre et condamné à mort le 9.
Son frère aîné, Jean Étienne Benoît, colonel de la Garde nationale, puis adjudant général de l'armée d’Italie (11 germinal an III), était plus modéré. Devenu général de brigade, il fut tué à la bataille de Wagram (1809). 
Les frères Duprat vécurent dans la rue de la Grande Fusterie.